# Професор Хуліо Ескудеро (антарктична станція)
Професор Хуліо Ескудеро (ісп. Base Profesor Julio Escudero) — чилійська науково-дослідна станція в Антарктиці, заснована у 1995 році. Розташована на висоті 10 м над р. м. на півострові Фільдес острова Кінг-Джордж Південних Шетландських островів. Населення становить 20 осіб влітку, 5 — взимку.
Станція носить ім'я чилійського дослідника Антарктики Хуліо Ескудеро Гузмана, який встановив межі Чилійської Антарктичної території.